# Kugelpanzer
Kugelpanzer (hrv.: kuglasti tenk) je jedno od najrjeđih i najčudnijih oklopnih vozila iz vremena Drugog svjetskog rata. Pronađen je samo jedan primjerak tog vozila koji se nalazi u Muzeju tenkova Kubinka (pokraj Moskve).
Poznato je samo pet činjenica o ovom vozilu:
- proizvedeno je u Njemačkoj i izvezeno u Japan
- služilo je kao izvidničko vozilo
- konfiscirano je od strane Crvene armije 1945. godine u Mandžuriji
- debljina oklopa vozila iznosi svega 5 mm
- pokretao ga je jednocilndrični motor

Kugelpanzer je najvjerojatnije služio kao izvidničko vozilo i njime je upravljala jedna osoba.

## Vanjske poveznice
- Krupp Kugelpanzer - Mysterious German Ball Tank (engl.)
- Kugelpanzer  Arhivirana inačica izvorne stranice od 29. srpnja 2010. (Wayback Machine) (fotografije) (rus.)